# Uhlířské Janovice
Uhlířské Janovice är en stad i Tjeckien.   Den ligger i regionen Mellersta Böhmen, i den centrala delen av landet, 50 km sydost om huvudstaden Prag. Uhlířské Janovice ligger 424 meter över havet och antalet invånare är 3 058.
Terrängen runt Uhlířské Janovice är lite kuperad. Runt Uhlířské Janovice är det ganska glesbefolkat, med 23 invånare per kvadratkilometer. Närmaste större samhälle är Kutná Hora, 16,4 km nordost om Uhlířské Janovice. Trakten runt Uhlířské Janovice består till största delen av jordbruksmark.